# Уот Самбат
Уот Самбат, также Хуот Самбат (1928 — 17 ноября 1976, Пномпень) — камбоджийский дипломат, министр иностранных дел Камбоджи (1964). Постпред Камбоджи при ООН. 
После путча 1970 года поддержал свергнутого Нородома Сианука. Член Политбюро ЦК НЕФК, посол НЕФК в Югославии (1970—1976).
Арестован 9 сентября 1976 года. Убит 17 ноября 1976 года в тюрьме S-21.